# Амнестија
Амнестија (стгрч. ἀμνηστία [] — „опроштај”) је акт којим државна власт генерално укида или смањује дужину казне осуђеним лицима за сва или одређена кривична дела.